# Doronic plantain
Doronicum plantagineum
Espèce
Synonymes
- Doronicum plantagineum var. africanum Baratte[1]

Le Doronic plantain (Doronicum plantagineum) est une espèce de plante à fleurs de la famille des Astéracées.

## Description
Le doronic plantain une plante herbacée vivace à souche horizontale, stolonifère, tuberculeuse et velue.
- Inflorescence : capitule solitaire à fleurs jaunes à involucre à folioles linéaires et ciliées sur une tige de 40-80 cm simple, pubescente-glanduleuse au sommet et peu feuillée
- Feuillage : feuilles entières, dentées ou superficiellement sinuées ; les radicales longuement pétiolées, à limbe ovale sensiblement décurrent sur le pétiole ; les caulinaires plus petites, oblongues-lancéolées, sessiles, presque embrassantes
- Période de floraison : avril à mai
- Habitat : bois frais, haies[2],[3]

## Aire de répartition

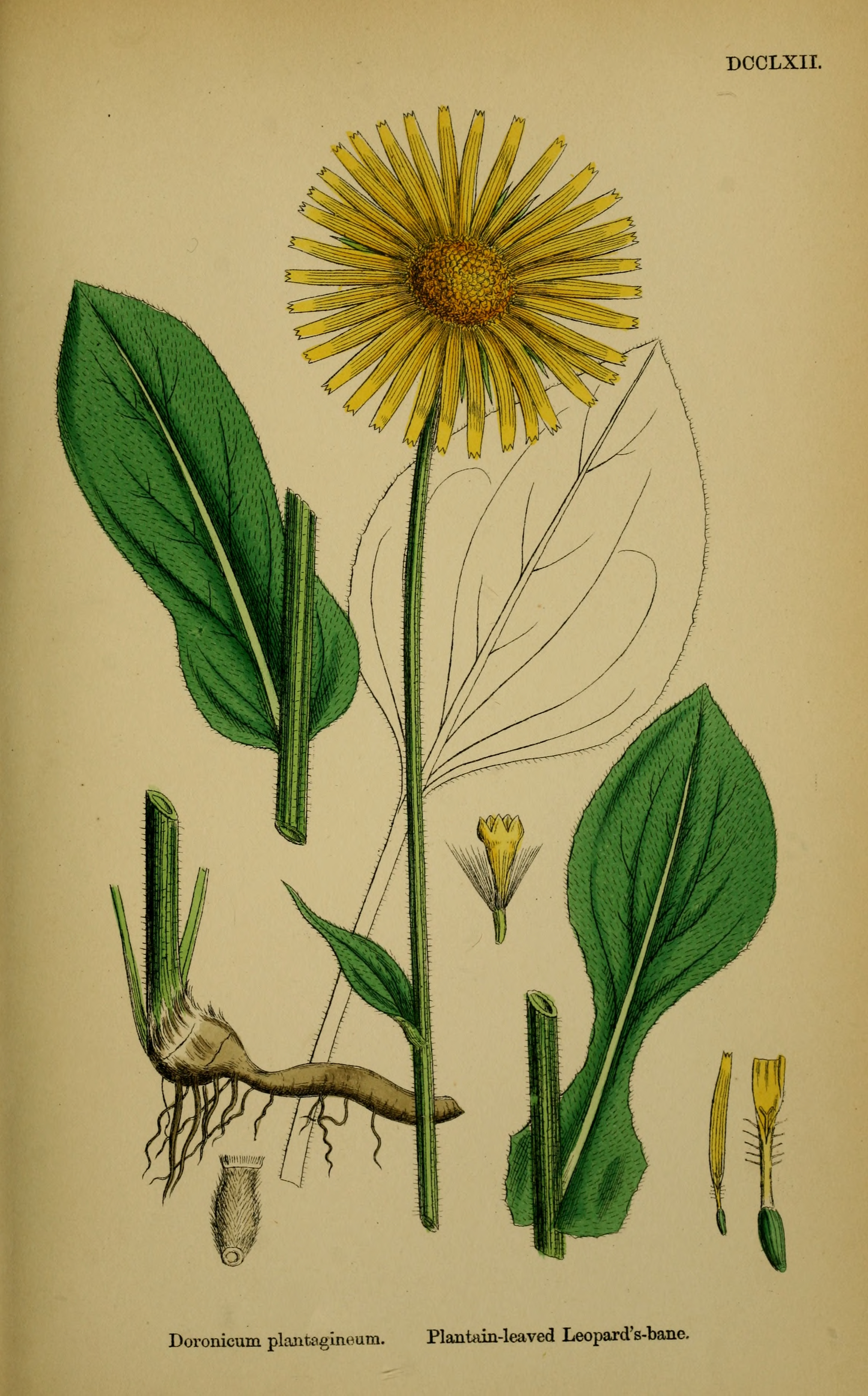
Doronicum ×willdenowii
Planche botanique (1878).

- Répartition générale : atlantique (France, Espagne, Portugal) et méditerranéenne (Italie, Maroc, Algérie, Tunisie) — introduite dans d'autres régions d'Europe[4]
- En France : Région parisienne, Normandie, Bretagne, Centre, Aveyron, Gard[5] — en extension vers le nord et l'est (indigénat à étudier).
Certaines de ces localisations et extensions, notamment dans le Centre, correspondraient à Doronicum ×willdenowii (Doronic de Willdenow), un taxon d'origine horticole, de formule Doronicum pardalianches  × plantagineum ou probablement plus complexe, à savoir D. austriacum Jacq. × D. ×excelsum (N.E. Brown) Stace. Doronicum ×willdenowii a souvent plusieurs capitules et a des feuilles basilaires légèrement cordées. Les feuilles culinaires sont nombreuses, plus grandes que les feuilles basilaires et à limbe souvent en forme de violon et à oreillettes embrassantes[3],[6].

## Classification
Cette espèce a été nommée en 1753 par le naturaliste suédois Carl von Linné (1707-1778). L'épithète spécifique plantagineum signifie « qui ressemble au plantin », en référence au Grand plantain  du genre Plantago.
En classification phylogénétique APG (1998) comme en classification classique de Cronquist (1981), elle fait partie de la famille des Asteraceae ou composées. 

### Liste des sous-espèces
Selon Catalogue of Life (27 mai 2019) :
- sous-espèce Doronicum plantagineum subsp. atlanticum
- sous-espèce Doronicum plantagineum subsp. emarginatum
- sous-espèce Doronicum plantagineum subsp. plantagineum
- sous-espèce Doronicum plantagineum subsp. tournefortii

Selon The Plant List (27 mai 2019) :
- sous-espèce Doronicum plantagineum subsp. atlanticum (Rouy) Greuter
- sous-espèce Doronicum plantagineum subsp. emarginatum (H.J.Coste) P.Fourn.
- sous-espèce Doronicum plantagineum subsp. tournefortii (Rouy) Cout.

### Liste des variétés
Selon Tropicos (27 mai 2019) :
- variété Doronicum plantagineum var. excelsum N.E. Br.

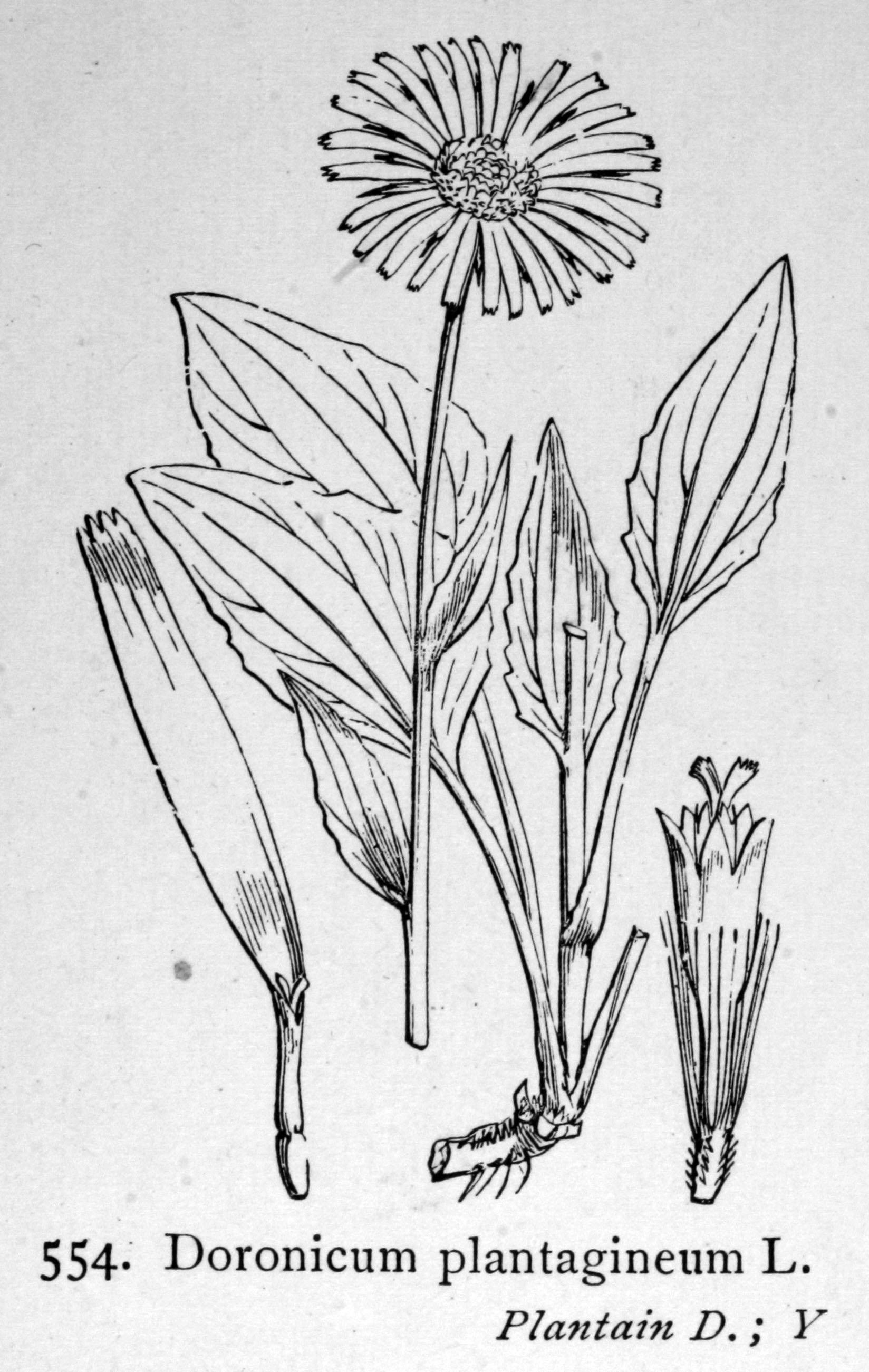
Doronicum plantagineum Planche botanique (1924).
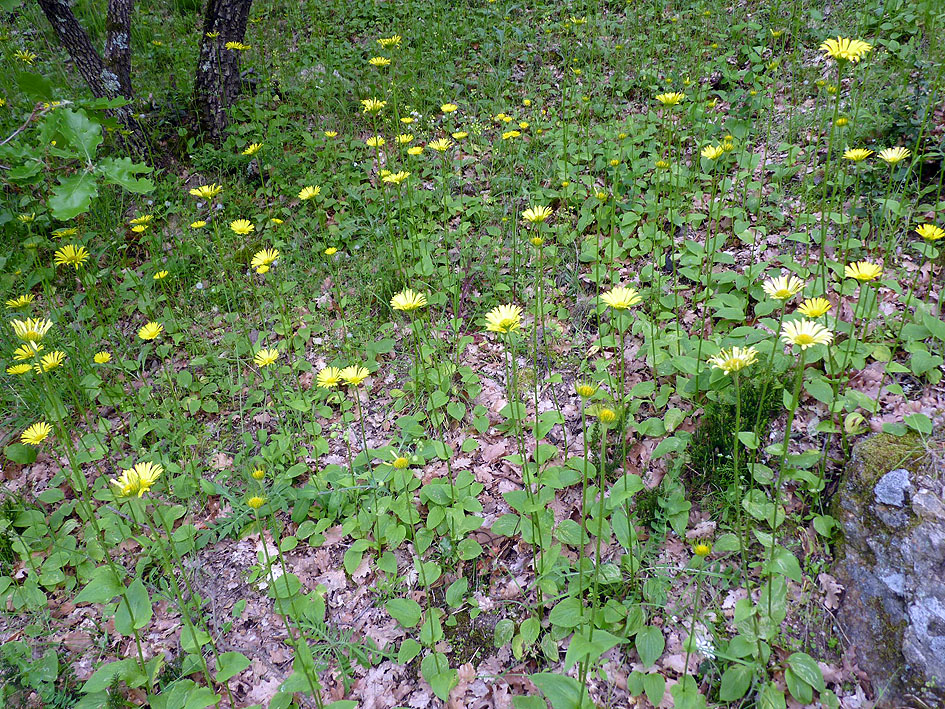
Doronicum plantagineum Habitat.
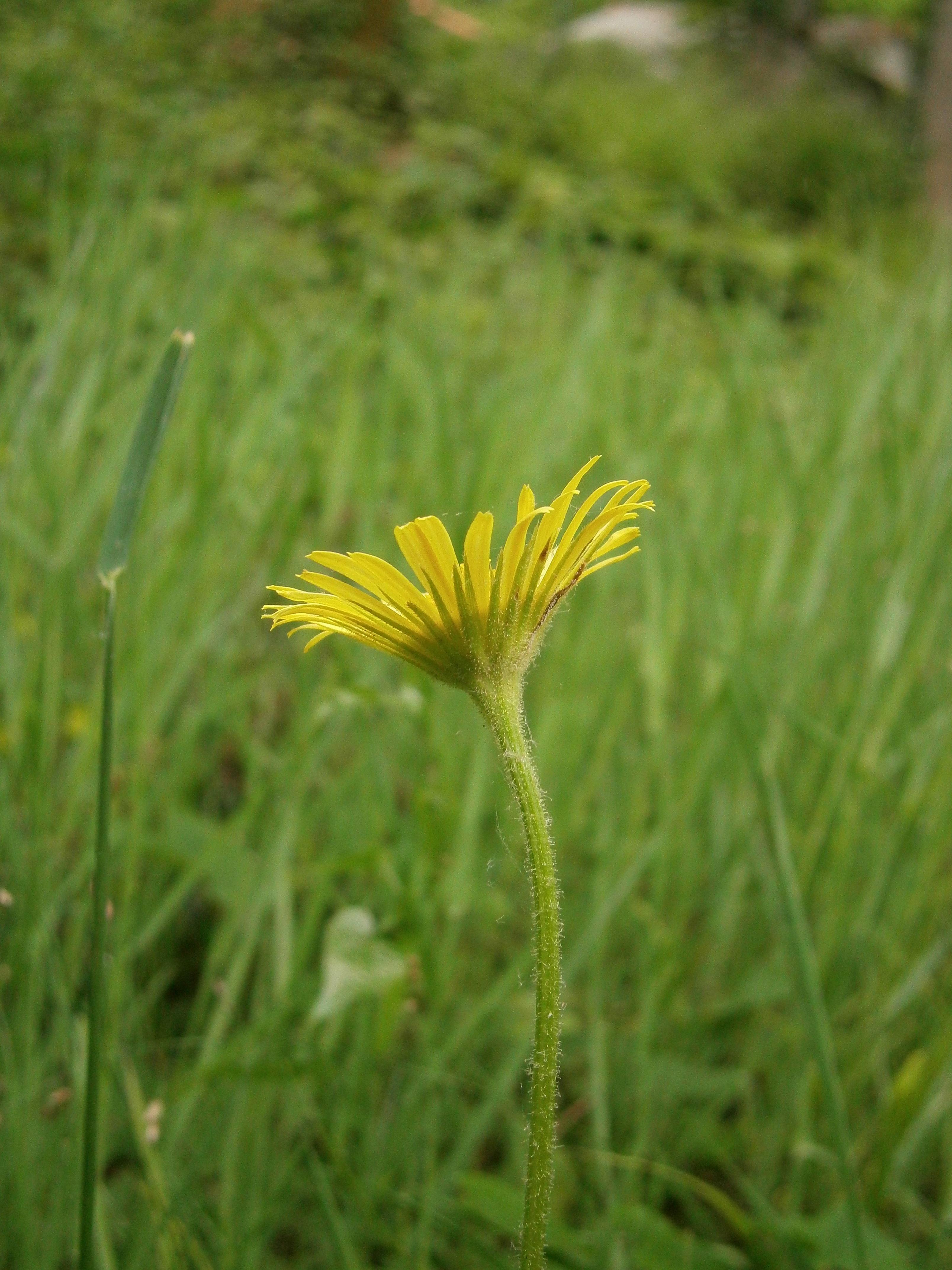
Doronicum plantagineum Vue latérale du capitule.
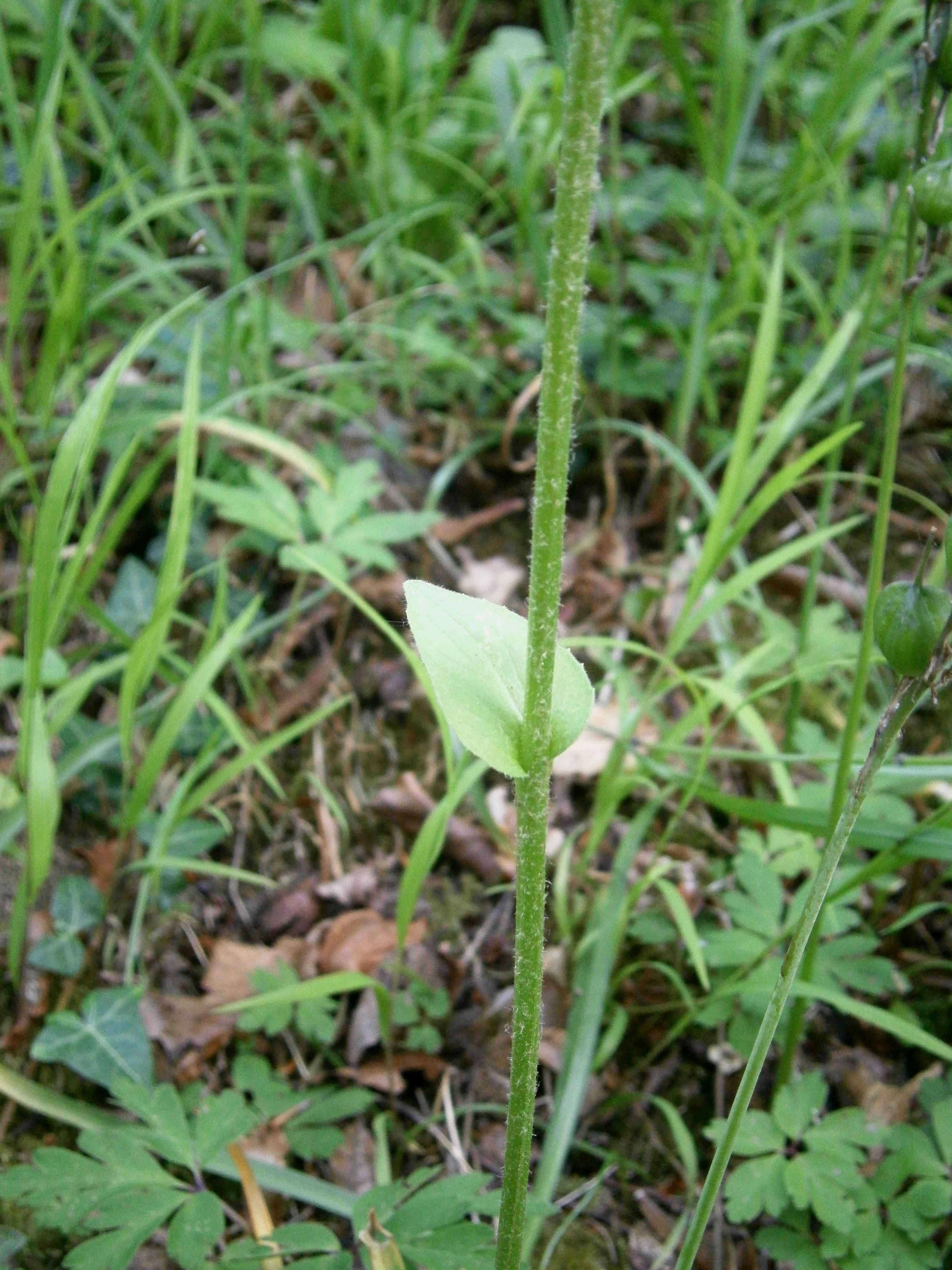
Doronicum plantagineum Feuille caulinaire.